# Philagrina
Philagrina is een geslacht van halfvleugeligen uit de familie Aphrophoridae. De wetenschappelijke naam van dit geslacht is voor het eerst geldig gepubliceerd in 1946 door Lallemand.

## Soorten
Het geslacht Philagrina omvat de volgende soorten:
- Philagrina espadon Lallemand, 1946
- Philagrina recurva Lallemand, 1946